# Pipistrel Taurus Electro
Pipistrel Taurus Electro är ett ultralätt segelflygplan med elektrisk assistans som tillverkas av Pipistrel i Ajdovščina i Slovenien. 

## Historia
Den ursprungliga modellen, kallad enbart "Taurus Electro", var en elektrifierad version av Pipistrel Taurus. "Taurus Electro" flög för första gången den 21 december 2007. Den var emellertid endast en prototyp, och ersattes snart av den serietillverkade "Taurus Electro G2" (G2 = "Generation 2"), med förbättrade prestanda. Bland annat ökades motoreffekten till 40 kilowatt från 30 kilowatt, samtidigt som motorvikten sänktes till 11 kg från 16 kg.

## Beskrivning
Flygplanet är ett tvåsitsigt segelflygplan med parallellplacerade säten, elektrisk hjälpmotor och infällbara landningsställ.. Batterierna tillverkas i två versioner, standardversionen på 42 kg som förmår lyfta segelflygplanet till en höjd av 1 200 m, och en större, förbättrad version på 59 kg som möjliggör en topphöjd av 2 000 m. Planet är avsett som ett rent segelflygplan, syftet med motorn är endast att lyfta planet till tillräcklig höjd för att kunna glidflyga. Därefter kan motorn och propellern fällas in i flygkroppen för att inte utgöra ett hinder för glidflygningen. Batterierna ger endast kraft för 17 minuters motorflygning och två uppstigningar per dag (fyra för den kraftigare batteritypen). Därefter måste batteriet laddas om, vilket tar omkring fem timmar.
Som extra tillbehör kan en solcellsförsedd laddningstrailer med egen accumulator levereras.